# When a Stranger Calls (1979)
When a Stranger Calls (bra: Quando Um Estranho Chama  / Mensageiro da Morte (VHS)) é um filme norte-americano de terror psicológico lançado em 1979. Dirigido por Fred Walton e estrelado por Carol Kane e Charles Durning. O filme baseia-se na clássica lenda urbana "A Babá e o Homem no Andar de Cima" e o clássico de terror Noite do Terror de 1974. O filme foi um sucesso comercial, faturando US$21,411,158 nas bilheterias, embora o mesmo não tenha acontecido no que se refere à crítica especializada. Uma sequência, When a Stranger Calls Back (No Brasil, Um Estranho à Minha Porta ), foi lançada em 1993 diretamente na televisão, e um remake foi lançado em 2006.
Desde então, o filme se tornou cult devido ao seus 20 minutos iniciais, atualmente considerado uma das aberturas mais assustadoras na história dos filmes de terror. Sua sequência inicial foi amplamente influente para o gênero de terror e foi homenageada durante a sequência inicial de 12 minutos do filme Pânico de Wes Craven.

## Sinopse
Enredo Inicial
A babá Jill Johnson (Carol Kane) cuida dos filhos do Dr. e da Sra. Mandrakis em sua residência. Enquanto as crianças dormem, Jill recebe uma série de ligações ameaçadoras de um homem que pergunta se ela já verificou as crianças. Após relatar o ocorrido à polícia, Jill descobre que as ligações estão sendo feitas de dentro da casa, onde as crianças já estavam mortas. O assassino é identificado como Curt Duncan (Tony Beckley), um marinheiro inglês que é internado em um hospício.
Sete Anos Depois
Curt Duncan escapa do hospício e continua a sofrer de psicopatia. O Dr. Mandrakis contrata o ex-tenente John Clifford (Charles Durning), agora um investigador privado, para encontrá-lo. Duncan se envolve em uma briga em um bar e segue uma mulher chamada Tracy (Colleen Dewhurst) até seu apartamento, onde tenta entrar. Clifford segue os rastros de Duncan até o apartamento de Tracy, onde ela é atacada, mas Clifford intervém.
Conclusão
Jill Johnson, agora adulta e mãe de duas crianças, enfrenta uma situação semelhante anos depois. Ela recebe uma ligação ameaçadora enquanto seu marido e ela estão fora. Ao retornar para casa, descobre que Curt Duncan está escondido em sua casa. Clifford chega a tempo de matar Duncan e salvar Jill e seu marido.

## Personagens Principais
- Jill Johnson (Carol Kane): Babá que enfrenta as ligações ameaçadoras.
- Curt Duncan (Tony Beckley): Assassino psicopata que faz as ligações.
- Tenente John Clifford (Charles Durning): Investigador que persegue Duncan.
- Tracy (Colleen Dewhurst): Mulher seguida por Duncan após uma briga em um bar.

## Elenco
- Charles Durning como John Clifford
- Carol Kane como Jill Johnson
- Colleen Dewhurst como Tracy
- Tony Beckley como Curt Duncan
- Carmen Argenziano como Dr. Mandrakis
- Rutanya Alda como Mrs. Mandrakis
- William Boyett como Sgt. Sacker
- Kirsten Larkin como Nancy
- Ron O'Neal como Lt. Charlie Garber
- Michael Champion como Bill
- Rachel Roberts como Dr. Monk
- Carol Tillery Banks como Mrs. Garber
- Sara Damman como Bianca Lockart
- Richard Bail como Stevie Lockart
- Steven Anderson como Stephen Lockart
- Lenora May como Sharon

## Produção
Quando um Estranho Chama é basicamente um remake do curta-metragem, The Sitter, de Fred Walton orçado em US$12,000 para Columbia Pictures, que basicamente continha os primeiros 20 minutos deste filme.  Walton foi motivado a transformar o curta em um longa após o sucesso considerável de Halloween (1978) de John Carpenter. A premissa do policial telefonando e contando para a garota que o assassino está dentro da casa foi tirada diretamente do clássico de terror Noite do Terror de 1974.
Este filme marcou a estreia do diretor de fotografia, já indicado ao Oscar, Donald Peterman em um longa-metragem.
Tony Beckley, que atua como Curt Duncan, estava muito doente durante toda a produção. Devido a este fato, ele não se encaixou completamente na descrição do assassino, mas Fred Walton se recusou a substituí-lo. Beckley morreu logo após concluir as filmagens de suas cenas. A sequência de 1993, When a Stranger Calls Back, foi dedicada a ele in memoriam.

### Filmagens
Fotografia principal começou em junho de 1978 e terminou em agosto do mesmo ano. A produção do filme aconteceu na Califórnia sendo 2722 Club Dr, Los Angeles, CA, EUA o endereço usado como a locação para a residência Lockart. Brentwood, Los Angeles e Sacramento foram também usadas como locações.

## Lançamento
O filme foi lançado nos EUA em 26 de outubro de 1979, e posteriormente re-lançado em 17 de outubro de 1980. No Brasil o filme foi lançado em 29 de setembro de 1980. Carol Kane relatou em uma entrevista que enquanto assistia ao filme em um cinema, o público presente começou a gritar e a falar com a tela durante os 20 minutos iniciais do filme.

### Lançamentos em Home Media
Nos EUA, o filme foi eventualmente lançado no formato VHS em 1986. Um lançamento em DVD foi distribuído em 9 de outubro de 2001 com o único extra sendo bônus trailers. Uma versão em blu-ray foi eventualmente lançada pela Mill Creek Entertainment, em uma versão dupla contendo também Feliz Aniversário para Mim em 26 de março de 2013. Nenhum dos dois filmes contém extras especiais nos discos. No Brasil, o filme foi lançado em vídeo como Mensageiro da Morte, um título diferente do usado em seu lançamento nos cinemas.

## Recepção

### Bilheterias
O filme, nos EUA, teve um total no faturamento doméstico de US$20,149,106 durante sua primeira exibição nos cinemas. Em seu re-lançamento em 1980, nos cinemas, o filme conseguiu um total de US$1,262,052. O filme foi um sucesso financeiro considerando seu orçamento de US$1.5 milhões.

### Recepção da crítica
O filme recebeu críticas variadas de especialistas. No website agregador de críticas Rotten Tomatoes, tem aprovação de 36% baseada em 10 resenhas, o que lhe confere a certificação de "podre".
No entanto, os 22–23 minutos iniciais do filme são amplamente considerados a razão pelo seu status de cult, e esta sequência inicial é consistentemente considerada como uma das aberturas mais assustadoras do cinema de terror.
Críticas negativas citam o declínio em qualidade que se procede após os 20 minutos iniciais, devido à falta de suspense e desenvolvimento de enredo que desacelera o filme consideravelmente. Alguns críticos também observaram que Tony Beckley parecia fisicamente muito frágil para ser crível como um assassino que pudesse rasgar crianças com as próprias mãos. Roger Ebert descreveu o filme como "sórdido" em um episódio de Sneak Previews em 1980.
Desde então o filme tem se tornado algo cult. Em 2004, a sequência inicial foi listada número 28 no Os 100 Mais Assustadores Momentos em Filmes do canal a cabo americano Bravo.
A censura americana originalmente havia votado com unanimidade para uma classificação PG (5 anos antes da classificação PG-13 entrar em uso nos EUA), que no Brasil seria algo como censura livre. No entanto, Richard Heffner, membro da CARA, assistiu ao filme e posteriormente convocou uma reunião com os diretores da organização, para uma discussão mais aprofundada para que fosse considerado conferir uma classificação R (maiores de 18 anos). Embora o tema do filme pudesse ser classificado como sendo PG, Heffner argumentou que o tratamento do tema por este filme era muito perturbador para que a maioria dos pais aceitassem que estivesse livremente disponível para crianças desacompanhadas. Um voto maior foi então dado para atribuir ao filme sua classificação R. No Brasil o filme recebeu a censura 16 anos.